# Modest Il'ič Čajkovskij

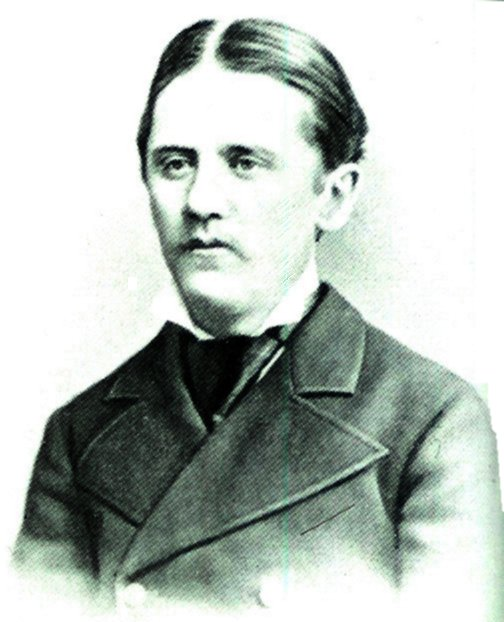
Modest Čajkovskij

Modest Il'ič Čajkovskij (in russo Модест Ильич Чайковский?; Alapaevsk, 13 maggio 1850 – Mosca, 15 gennaio 1916) è stato un drammaturgo e librettista russo, fratello minore di Pëtr Il'ič Čajkovskij.

## Biografia
Come il fratello, seguì un corso di studi in legge e si laureò in giurisprudenza. Nel 1876, Modest divenne il precettore del giovane ragazzo sordomuto Nikolaj ('Kolja') Hermanovič Konradi (1868-1922) e, adoperando un metodo speciale, gli insegnò a parlare, scrivere e leggere.
Modest decise di dedicare la sua vita alla musica ed alla letteratura. Scrisse opere per il teatro di prosa, tradusse sonetti di Shakespeare in lingua russa e scrisse i libretti per le opere di suo fratello, ma anche per altri compositori come Eduard Nápravník, Arsenij Nikolaevič Koreščenko, Anton Stepanovič Arenskij e Sergej Vasil'evič Rachmaninov. Essendo l'amico più intimo di suo fratello, divenne il suo primo biografo, ed anche il fondatore del Museo Čajkovskij a Klin.
Così come il suo più famoso fratello, egli era omosessuale.
Morì a Mosca nel 1916.

## Opere di prosa
- Predrassudki  (Предрассудки –  Pregiudizi)
- Simfonija (Симфония – Sinfonia)
- Den' v Peterburge (День в Петербурге – Un giorno a Pietroburgo)

## Libretti
- La dama di picche (Пиковая дама - Pikovaja dama), musica di Pëtr Il'ič Čajkovskij, op. 68, 1890 (prima: 19 dicembre 1890, San Pietroburgo).
- Iolanta (Иоланта – Iolanthe), tratta dal lavoro teatrale danese Kong Renés Datter King René's Daughter di Henrik Hertz. L'opera venne tradotta da Fëdor Miller ed adattata da Vladimir Rafailovič Zotov, musica di Pëtr Il'ič Čajkovskij, op. 69, 1891 (prima: 1892, Teatro Mariinskij, San Pietroburgo).
- Dubrovskij (Дубровский), musica di Eduard Nápravník, (prima: 15 gennaio 1895, Teatro Mariinskij, San Pietroburgo.
- La casa di ghiaccio (Ледяной дом), musica di Arsenij Nikolaevič Koreščenko,  (prima: 20 novembre 1900, Mosca).
- Nala e Damayanti (Наль и Дамаянти), tratta dal poema omonimo di Vasilij Žukovskij, a sua volta ispirato al Mahābhārata, musica di Anton Stepanovič Arenskij, (prima: 22 gennaio 1904, Mosca).
- Francesca da Rimini (Франческа да Римини) sulla storia dell'eroina Francesca da Rimini dal V canto dell'Inferno di Dante, musica di Sergej Rachmaninov, op. 25 (scritta nel 1904, prima 24 gennaio 1906, Teatro Bol'šoj, Mosca).